# Mistrovství Evropy ve fotbale 1984 (soupisky)
Toto jsou soupisky jednotlivých států z Mistrovství Evropy ve fotbale 1984.
| Zlato              | Stříbro              | Bronz                  | Bronz             |
| ------------------ | -------------------- | ---------------------- | ----------------- |
| Francie • Soupiska | Španělsko • Soupiska | Portugalsko • Soupiska | Dánsko • Soupiska |

## Belgie
Hlavní trenér: Guy Thys

| Jméno                   | Datum narození     | Datum úmrtí                    | Klub              |          |
| Brankáři                | Brankáři           | Brankáři                       | Brankáři          | Brankáři |
| ----------------------- | ------------------ | ------------------------------ | ----------------- | -------- |
| Jean-Marie Pfaff        | 4. prosince 1953   |                                | FC Bayern Mnichov |          |
| Jacky Munaron           | 8. září 1956       |                                | RSC Anderlecht    |          |
| Wim de Coninck          | 23. července 1959  |                                | KSV Waregem       |          |
| Obránci                 |                    |                                |                   |          |
| Georges Grün            | 25. ledna 1962     |                                | RSC Anderlecht    |          |
| Paul Lambrichts         | 16. října 1954     |                                | Beveren-Waas      |          |
| Leo Clijsters           | 6. listopadu 1956  |                                | Waterschei Thor   |          |
| Michel de Wolf          | 19. ledna 1958     |                                | KAA Gent          |          |
| Marc Baecke             | 24. července 1956  |                                | Beveren-Waas      |          |
| René Verheyen           | 20. března 1952    |                                | Club Brugge KV    |          |
| Záložníci               |                    |                                |                   |          |
| Franky Vercauteren      | 28. října 1956     |                                | RSC Anderlecht    |          |
| René Vandereycken       | 22. července 1953  |                                | RSC Anderlecht    |          |
| Nico Claesen            | 1. října 1962      |                                | FC Sérésien       |          |
| Ludo Coeck              | 25. září 1955      | 9. října 1985 (ve věku 30 let) | Inter Milán       |          |
| Jan Ceulemans –         | 28. února 1957     |                                | Club Brugge KV    |          |
| Walter de Greef         | 13. listopadu 1957 |                                | RSC Anderlecht    |          |
| Enzo Scifo              | 19. února 1966     |                                | RSC Anderlecht    |          |
| Eddy Voordeckers        | 4. února 1960      |                                | Waterschei Thor   |          |
| Raymond Mommens         | 27. prosince 1958  |                                | KSC Lokeren       |          |
| Útočníci                |                    |                                |                   |          |
| Erwin Vandenbergh       | 26. ledna 1959     |                                | RSC Anderlecht    |          |
| Alexandre Czerniatynski | 28. července 1960  |                                | RSC Anderlecht    |          |

## Dánsko
Hlavní trenér: Sepp Piontek

| Jméno                | Datum narození    | Klub                 |          |
| Brankáři             | Brankáři          | Brankáři             | Brankáři |
| -------------------- | ----------------- | -------------------- | -------- |
| Ole Kjær             | 16. srpna 1954    | Esbjerg fB           |          |
| Troels Rasmussen     | 7. dubna 1961     | Aarhus GF            |          |
| Ole Qvist            | 25. února 1950    | Kjøbenhavns Boldklub |          |
| Obránci              |                   |                      |          |
| Ole Rasmussen        | 19. března 1952   | Hertha BSC           |          |
| Søren Busk           | 10. dubna 1953    | KAA Gent             |          |
| Morten Olsen –       | 14. srpna 1949    | RSC Anderlecht       |          |
| Ivan Nielsen         | 9. října 1956     | Feyenoord            |          |
| John Sivebæk         | 25. října 1961    | Vejle Boldklub       |          |
| Záložníci            |                   |                      |          |
| Søren Lerby          | 1. února 1958     | FC Bayern Mnichov    |          |
| Jens Jørn Bertelsen  | 15. února 1952    | RFC Seraing          |          |
| Jesper Olsen         | 20. března 1961   | AFC Ajax             |          |
| Allan Simonsen       | 15. prosince 1952 | Vejle Boldklub       |          |
| Jan Mølby            | 4. července 1963  | AFC Ajax             |          |
| John Lauridsen       | 2. dubna 1959     | RCD Espanyol         |          |
| Frank Arnesen        | 30. září 1956     | RSC Anderlecht       |          |
| Útočníci             |                   |                      |          |
| Preben Elkjær Larsen | 11. září 1957     | KSC Lokeren          |          |
| Klaus Berggreen      | 3. února 1958     | Pisa SC              |          |
| Michael Laudrup      | 15. června 1964   | SS Lazio             |          |
| Steen Thychosen      | 22. září 1958     | Vejle Boldklub       |          |
| Kenneth Brylle       | 22. května 1959   | RSC Anderlecht       |          |

## Francie
Hlavní trenér: Michel Hidalgo

| Jméno                  | Datum narození    | Klub                     |          |
| Brankáři               | Brankáři          | Brankáři                 | Brankáři |
| ---------------------- | ----------------- | ------------------------ | -------- |
| Joël Bats              | 4. ledna 1957     | AJ Auxerre               |          |
| Philippe Bergeroo      | 13. ledna 1954    | Toulouse FC              |          |
| Albert Rust            | 10. října 1953    | FC Sochaux               |          |
| Obránci                |                   |                          |          |
| Manuel Amoros          | 1. února 1962     | AS Monaco FC             |          |
| Jean-François Domergue | 23. června 1957   | Toulouse FC              |          |
| Maxime Bossis          | 26. června 1955   | FC Nantes                |          |
| Patrick Battiston      | 12. března 1957   | FC Girondins de Bordeaux |          |
| Yvon Le Roux           | 19. dubna 1960    | AS Monaco FC             |          |
| Thierry Tusseau        | 19. ledna 1958    | FC Girondins de Bordeaux |          |
| Záložníci              |                   |                          |          |
| Luis Fernández         | 2. října 1959     | Paris Saint-Germain FC   |          |
| Jean-Marc Ferreri      | 26. prosince 1962 | AJ Auxerre               |          |
| Daniel Bravo           | 9. února 1963     | AS Monaco FC             |          |
| Bernard Genghini       | 18. ledna 1958    | AS Monaco FC             |          |
| Michel Platini –       | 21. června 1955   | Juventus FC              |          |
| Bruno Bellone          | 14. března 1962   | AS Monaco FC             |          |
| Alain Giresse          | 2. srpna 1952     | FC Girondins de Bordeaux |          |
| Didier Six             | 21. srpna 1954    | FC Mulhouse              |          |
| Jean Tigana            | 23. června 1955   | FC Girondins de Bordeaux |          |
| Útočníci               |                   |                          |          |
| Dominique Rocheteau    | 14. ledna 1955    | Paris Saint-Germain FC   |          |
| Bernard Lacombe        | 15. srpna 1952    | FC Girondins de Bordeaux |          |

## Portugalsko
Hlavní trenér: Fernando Cabrita

| Jméno                | Datum narození     | Datum úmrtí                         | Klub            |          |
| Brankáři             | Brankáři           | Brankáři                            | Brankáři        | Brankáři |
| -------------------- | ------------------ | ----------------------------------- | --------------- | -------- |
| Manuel Bento –       | 25. června 1948    | 1. března 2007 (ve věku 58 let)     | Benfica Lisabon |          |
| Jorge Martins        | 12. srpna 1954     |                                     | Vitória Setúbal |          |
| Vítor Damas          | 8. října 1947      | 13. září 2003 (ve věku 55 let)      | Portimonense SC |          |
| Obránci              |                    |                                     |                 |          |
| António Veloso       | 31. ledna 1957     |                                     | Benfica Lisabon |          |
| João Domingos Pinto  | 21. listopadu 1961 |                                     | FC Porto        |          |
| António Lima Pereira | 1. února 1952      |                                     | FC Porto        |          |
| Eurico Gomes         | 29. září 1955      |                                     | FC Porto        |          |
| Álvaro Monteiro      | 3. ledna 1961      |                                     | Benfica Lisabon |          |
| Eduardo Luís         | 6. ledna 1955      |                                     | FC Porto        |          |
| Záložníci            |                    |                                     |                 |          |
| Fernando Chalana     | 10. února 1959     | 10. srpna 2022 (ve věku 63 let)     | Benfica Lisabon |          |
| Vermelhinho          | 9. března 1959     |                                     | FC Porto        |          |
| Carlos Manuel        | 15. ledna 1958     |                                     | Benfica Lisabon |          |
| António Sousa        | 28. dubna 1957     |                                     | FC Porto        |          |
| António Frasco       | 16. ledna 1955     |                                     | FC Porto        |          |
| Jaime Pacheco        | 22. července 1958  |                                     | FC Porto        |          |
| António Bastos Lopes | 19. listopadu 1953 |                                     | Benfica Lisabon |          |
| Útočníci             |                    |                                     |                 |          |
| Tamagnini Nené       | 20. listopadu 1949 |                                     | Benfica Lisabon |          |
| Rui Jordão           | 9. srpna 1952      | 18. října 2019 (ve věku 67 let)     | Sporting CP     |          |
| Fernando Gomes       | 22. listopadu 1956 | 26. listopadu 2022 (ve věku 66 let) | FC Porto        |          |
| Diamantino Miranda   | 3. srpna 1959      |                                     | Benfica Lisabon |          |

## Rumunsko
Hlavní trenér: Mircea Lucescu

| Jméno                | Datum narození     | Datum úmrtí                     | Klub                            |          |
| Brankáři             | Brankáři           | Brankáři                        | Brankáři                        | Brankáři |
| -------------------- | ------------------ | ------------------------------- | ------------------------------- | -------- |
| Silviu Lung          | 9. září 1956       |                                 | FC U Craiova 1948               |          |
| Dumitru Moraru       | 1. května 1956     |                                 | FC Dinamo București             |          |
| Vasile Iordache      | 9. října 1950      |                                 | Steaua Bukurešť                 |          |
| Obránci              |                    |                                 |                                 |          |
| Mircea Rednic        | 19. dubna 1962     |                                 | FC Dinamo București             |          |
| Costică Ștefănescu – | 26. března 1951    | 20. srpna 2013 (ve věku 62 let) | FC U Craiova 1948               |          |
| Nicolae Ungureanu    | 11. listopadu 1956 |                                 | FC U Craiova 1948               |          |
| Gino Iorgulescu      | 15. května 1956    |                                 | FC Sportul Studențesc București |          |
| Michael Klein        | 10. října 1959     | 2. února 1993 (ve věku 33 let)  | Corvinul Hunedoara              |          |
| Ioan Andone          | 15. března 1960    |                                 | FC Dinamo București             |          |
| Nicolae Negrilă      | 23. července 1954  |                                 | FC U Craiova 1948               |          |
| Záložníci            |                    |                                 |                                 |          |
| Aurel Ţicleanu       | 20. ledna 1959     |                                 | FC U Craiova 1948               |          |
| László Bölöni        | 11. března 1953    |                                 | ASA Târgu Mureș                 |          |
| Gheorghe Hagi        | 5. února 1965      |                                 | FC Sportul Studențesc București |          |
| Mircea Irimescu      | 13. května 1959    |                                 | FC U Craiova 1948               |          |
| Marin Dragnea        | 1. ledna 1956      |                                 | FC Dinamo București             |          |
| Ionel Augustin       | 11. října 1955     |                                 | FC Dinamo București             |          |
| Útočníci             |                    |                                 |                                 |          |
| Marcel Coraş         | 14. května 1959    |                                 | FC Sportul Studențesc București |          |
| Rodion Cămătaru      | 22. června 1958    |                                 | FC U Craiova 1948               |          |
| Ion Adrian Zare      | 11. května 1959    | 23. února 2022 (ve věku 62 let) | FC Bihor                        |          |
| Romulus Gabor        | 14. října 1961     |                                 | Corvinul Hunedoara              |          |

## Španělsko
Hlavní trenér: Miguel Muñoz

| Jméno                     | Datum narození    | Datum úmrtí                    | Klub              |          |
| Brankáři                  | Brankáři          | Brankáři                       | Brankáři          | Brankáři |
| ------------------------- | ----------------- | ------------------------------ | ----------------- | -------- |
| Luis Arconada –           | 26. června 1954   |                                | Real Sociedad     |          |
| Francisco Buyo            | 13. ledna 1958    |                                | Sevilla FC        |          |
| Andoni Zubizarreta        | 23. října 1961    |                                | Athletic Bilbao   |          |
| Obránci                   |                   |                                |                   |          |
| Santiago Urquiaga         | 18. dubna 1958    |                                | Athletic Bilbao   |          |
| José Antonio Camacho      | 8. června 1955    |                                | Real Madrid       |          |
| Antonio Maceda            | 16. května 1957   |                                | Sporting de Gijón |          |
| Andoni Goikoetxea         | 23. května 1956   |                                | Athletic Bilbao   |          |
| Rafael Gordillo           | 24. února 1957    |                                | Betis Sevilla     |          |
| Salvador García           | 4. března 1961    |                                | Real Zaragoza     |          |
| Julio Alberto Moreno      | 7. října 1958     |                                | FC Barcelona      |          |
| Záložníci                 |                   |                                |                   |          |
| Juan Antonio Señor        | 26. srpna 1958    |                                | Real Zaragoza     |          |
| Víctor Muñoz              | 15. března 1957   |                                | FC Barcelona      |          |
| Ricardo Gallego           | 8. února 1959     |                                | Real Madrid       |          |
| Roberto Fernández Bonillo | 5. července 1962  |                                | Valencia CF       |          |
| Francisco López           | 1. listopadu 1962 |                                | Sevilla FC        |          |
| Útočníci                  |                   |                                |                   |          |
| Santillana                | 23. srpna 1952    |                                | Real Madrid       |          |
| Francisco José Carrasco   | 6. března 1959    |                                | FC Barcelona      |          |
| Marcos Alonso Peña        | 1. října 1959     | 9. února 2023 (ve věku 63 let) | FC Barcelona      |          |
| Emilio Butragueño         | 22. července 1963 |                                | Real Madrid       |          |
| Manuel Sarabia            | 9. ledna 1957     |                                | Athletic Bilbao   |          |

## SRN
Hlavní trenér: Jupp Derwall

| Jméno                   | Datum narození     |                                 | Klub                     |          |
| Brankáři                | Brankáři           | Brankáři                        | Brankáři                 | Brankáři |
| ----------------------- | ------------------ | ------------------------------- | ------------------------ | -------- |
| Harald Schumacher       | 6. března 1954     |                                 | 1. FC Köln               |          |
| Dieter Burdenski        | 26. listopadu 1950 | 9. října 2024 (ve věku 73 let)  | Werder Brémy             |          |
| Helmut Roleder          | 9. října 1953      |                                 | VfB Stuttgart            |          |
| Obránci                 |                    |                                 |                          |          |
| Hans-Peter Briegel      | 11. října 1955     |                                 | 1. FC Kaiserslautern     |          |
| Gerd Strack             | 1. září 1955       |                                 | 1. FC Köln               |          |
| Karlheinz Förster       | 25. července 1958  |                                 | VfB Stuttgart            |          |
| Bernd Förster           | 3. května 1956     |                                 | VfB Stuttgart            |          |
| Andreas Brehme          | 9. listopadu 1960  | 20. února 2024 (ve věku 63 let) | 1. FC Kaiserslautern     |          |
| Uli Stielike            | 15. listopadu 1954 |                                 | Real Madrid              |          |
| Guido Buchwald          | 24. ledna 1961     |                                 | VfB Stuttgart            |          |
| Záložníci               |                    |                                 |                          |          |
| Wolfgang Rolff          | 26. prosince 1959  |                                 | Hamburger SV             |          |
| Norbert Meier           | 20. září 1958      |                                 | Werder Brémy             |          |
| Lothar Matthäus         | 21. března 1961    |                                 | Borussia Mönchengladbach |          |
| Ralf Falkenmayer        | 11. února 1963     |                                 | Eintracht Frankfurt      |          |
| Hans-Günter Bruns       | 15. listopadu 1954 |                                 | Borussia Mönchengladbach |          |
| Pierre Littbarski       | 16. dubna 1960     |                                 | 1. FC Köln               |          |
| Rudolf Bommer           | 19. srpna 1957     |                                 | Fortuna Düsseldorf       |          |
| Útočníci                |                    |                                 |                          |          |
| Klaus Allofs            | 5. prosince 1956   |                                 | 1. FC Köln               |          |
| Rudi Völler             | 13. dubna 1960     |                                 | Werder Brémy             |          |
| Karl-Heinz Rummenigge – | 25. září 1955      |                                 | FC Bayern Mnichov        |          |

## Jugoslávie
Hlavní trenér: Todor Veselinović

| Jméno              | Datum narození     | Datum úmrtí                      | Klub                    |          |
| Brankáři           | Brankáři           | Brankáři                         | Brankáři                | Brankáři |
| ------------------ | ------------------ | -------------------------------- | ----------------------- | -------- |
| Zoran Simović      | 2. listopadu 1954  |                                  | HNK Hajduk Split        |          |
| Tomislav Ivković   | 11. srpna 1958     |                                  | Red Star Belgrade       |          |
| Obránci            |                    |                                  |                         |          |
| Nenad Stojković    | 26. května 1957    |                                  | Partizan Bělehrad       |          |
| Mirsad Baljić      | 4. března 1962     |                                  | FK Željezničar Sarajevo |          |
| Srečko Katanec     | 16. července 1963  |                                  | Olimpija Ljubljana      |          |
| Velimir Zajec –    | 12. února 1956     |                                  | GNK Dinamo Záhřeb       |          |
| Ljubomir Radanović | 21. července 1960  |                                  | Partizan Bělehrad       |          |
| Faruk Hadžibegić   | 7. října 1957      |                                  | FK Sarajevo             |          |
| Marko Elsner       | 11. dubna 1960     | 18. května 2020 (ve věku 60 let) | Red Star Belgrade       |          |
| Branko Miljuš      | 17. srpna 1961     |                                  | HNK Hajduk Split        |          |
| Záložníci          |                    |                                  |                         |          |
| Miloš Šestić       | 8. srpna 1958      |                                  | Red Star Belgrade       |          |
| Ivan Gudelj        | 21. září 1960      |                                  | HNK Hajduk Split        |          |
| Safet Sušić        | 13. dubna 1955     |                                  | Paris Saint-Germain FC  |          |
| Mehmed Baždarević  | 20. září 1960      |                                  | FK Željezničar Sarajevo |          |
| Dragan Stojković   | 3. března 1965     |                                  | FK Radnički Niš         |          |
| Borislav Cvetković | 30. září 1962      |                                  | GNK Dinamo Záhřeb       |          |
| Útočníci           |                    |                                  |                         |          |
| Zlatko Vujović     | 26. srpna 1958     |                                  | HNK Hajduk Split        |          |
| Josip Čop          | 14. října 1954     |                                  | HNK Hajduk Split        |          |
| Stjepan Deverić    | 20. srpna 1961     |                                  | GNK Dinamo Záhřeb       |          |
| Sulejman Halilović | 14. listopadu 1955 |                                  | Dinamo Vinkovci         |          |